# Museo de Trajes Regionales Sergio Castro

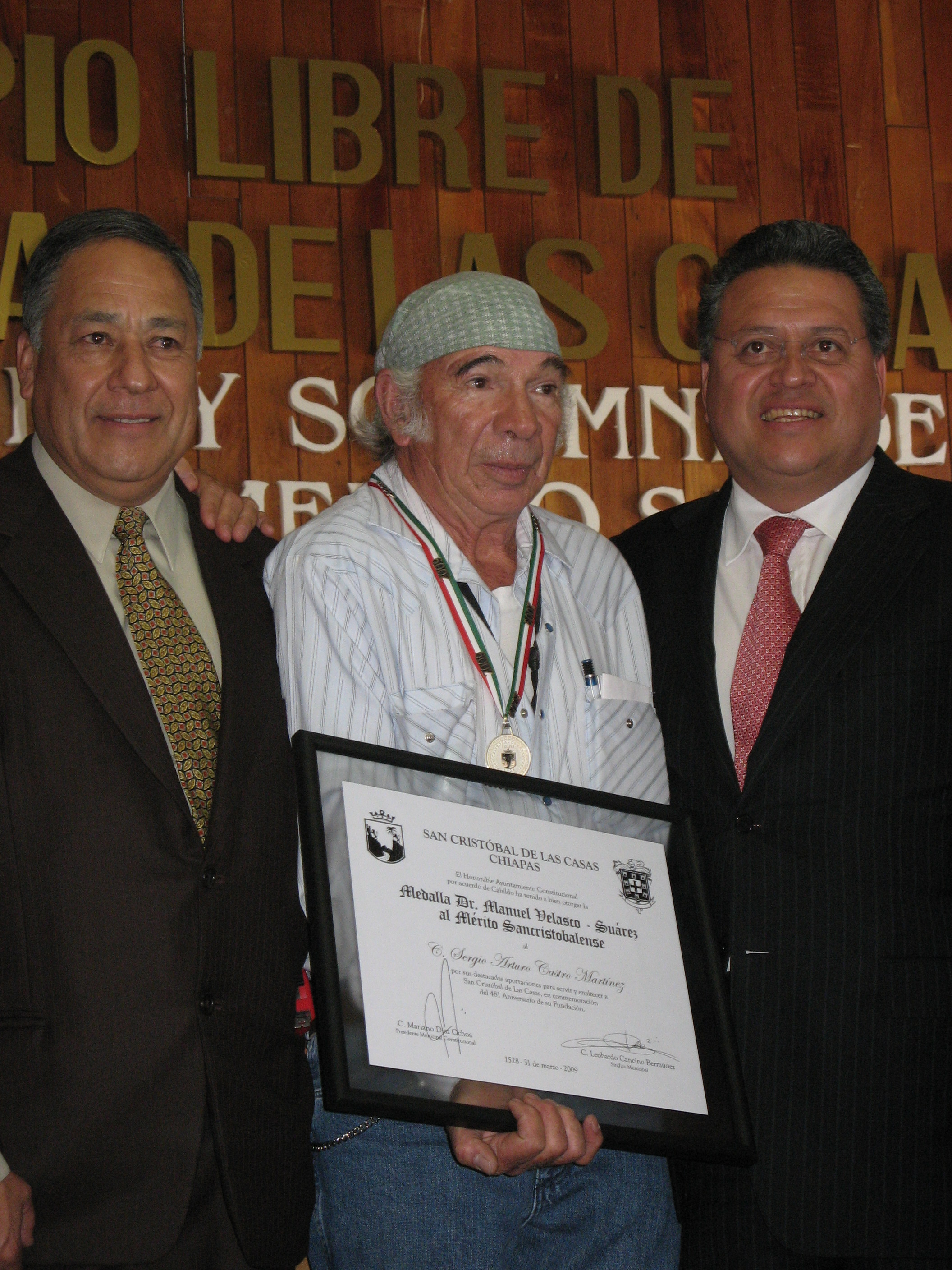
Sergio Arturo Castro Martínez recibe el Premio Mérito Sancristobalense el 31 de marzo de 2009 en San Cristóbal de las Casas, Chiapas, México.

El Museo de Trajes Regionales Sergio Castro se encuentra ubicado en la ciudad de San Cristóbal de las Casas en el estado de Chiapas, México, y fue fundado en 1970; su propietario es el coleccionista Sergio Castro Martínez, un reconocido filántropo local. Castro Martínez ha pasado gran parte de su vida ayudando a los indígenas en el trabajo agrícola, en el desarrollo de infraestructura para la provisión de agua, construyendo escuelas y brindándoles asistencia médica gratuita. Como muestra de agradecimiento, los indígenas le regalaron los objetos y ropas tradicionales de su cultura que hoy se encuentran en exhibición. El museo expone al público cerca de 100 trajes y vestidos típicos de los grupos étnicos de la región. Se trata de un caso único porque, por lo regular, toda la ropa y pertenencias personales están enterrados con los muertos. Además de la ropa están en exhibición joyería y accesorios entre otras cosas. El recorrido por el museo es ofrecido por el mismo propietario y los ingresos se utilizan para seguir financiando obras benéficas.